# 2918 Salazar
A 2918 Salazar (ideiglenes jelöléssel 1980 TU4) a Naprendszer kisbolygóövében található aszteroida. Carolyn Shoemaker fedezte fel 1980. október 9-én.